# 코딩 부트캠프
코딩 부트캠프(coding bootcamp), 줄여서 부트캠프(bootcamp)는 단기간에 집중하여 코딩 지식을 가르치는 방식으로 소프트웨어 개발자를 양성하는 것을 목표로 하는 교육기관 또는 교육 프로그램을 말한다.
넓은 의미에서 기존의 컴퓨터 학원을 계승한 형태의 사설교육기관이며, 3개월~6개월 정도의 짧은 기간에 하루 10시간 내외로 압축적으로 가르치는 것이 일반적이다. 단순히 교육을 제공하는 것에 그치지 않고 팀 협업을 통한 프로젝트 수행을 중시하며 기업체에 바로 적용할 수 있는 형태의 실무 훈련에 집중한다. 업종은 대개 '기타 교육지원 서비스업', 'IT기술 컨설팅업', '소프트웨어 자문, 개발공급업'으로 등록되어 있는 경우가 많다. 이외에 기존의 다른 기업에서 인재 양성 목적으로 부트캠프를 운영하고 있는 사례도 찾아볼 수 있다. 고용노동부의 국비 지원 프로그램을 위탁 운영하거나 정부기관의 투자를 받는 경우도 다수 있다.

## 유래 및 역사
본래 '부트캠프(boot camp)'라는 단어는 군대의 신병 훈련소를 의미하는 말로, 이 용어를 스파르타식 개발자 양성기관이라는 뜻으로 사용하기 시작한 것은 2011년 미국 뉴욕에서 창립되었던 제너럴 어셈블리(General Assembly)로 꼽히고 있다. 제너럴 어셈블리는 본래 디지털 노마드를 위시한 소규모 벤처기업가들에게 코워킹 스페이스를 제공하는 공간임대업 회사였으나, 스마트폰의 보급으로 IT버블 이래 제2의 개발자 붐이 불자 이러한 시장의 수요를 파악, 비전공자나 학생을 훈련시켜 개발자 커리어로 전환시키는 형태의 교육사업을 시작하기에 이르렀다.
제너럴 어셈블리의 교육 철학은 크게 성공했으며, 불과 10년도 안 되어 6개국에 20개 이상의 캠퍼스를 가지는 거대 교육기관으로 성장했다. 이러한 유행은 새로운 개발자 인력을 필요로 하던 실리콘밸리에도 전파되어 비슷한 형태의 부트캠프가 우후죽순 생겨났으며, 대한민국에도 2013년 NHN이 학벌과 관계없이 소프트웨어 개발자를 양성한다는 취지로 NHN NEXT를 설립한 이래 5-6년간 다수의 부트캠프가 설립되었다.

## 목록
- 크래프톤 정글
- 위코드
- 소프트웨어 마에스트로
- 삼성 청년 SW 아카데미
- 네이버 부스트캠프
- 우아한테크코스
- 42SEOUL
- 런프리
- 올코(올어바웃 코딩 부트캠프)
- 스파르타 항해99
- 코드스테이츠
- 부트캠프 모두의연구소
- 엘리스
- 코드잇 스프린트
- 더조은아카데미
- 부트텐트